# Rosine Sori-Coulibaly

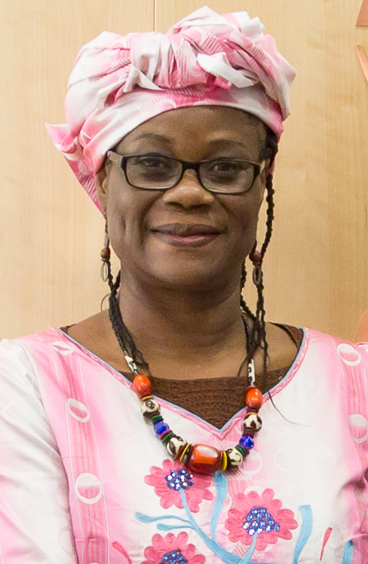
Rosine Coulibaly-Sori (2016)

Rosine Sori-Coulibaly (* 1958) ist eine burkinische Politikerin und Diplomatin.

## Beruflicher Werdegang
Sori-Coulibaly studierte Wirtschaftswissenschaften an der Université Cheikh Anta Diop de Dakar. Nachdem sie im burkinischen Wirtschafts-, Finanz- und Entwicklungsministerium, als Lehrbeauftragte an der staatlichen Verwaltungshochschule sowie als beratende Ökonomin dür die Vereinten Nationen tätig gewesen war, wurde sie im Mai 2011 von Ban Ki-moon zur Vertreterin des Büros der Vereinten Nationen in Burundi sowie UN-Koordinatorin u. a. für humanitäre Aspekte für Burundi berufen.
Im Januar 2016 wurde sie vom burkinischen Präsidenten Roch Marc Christian Kaboré als Wirtschafts-, Finanz- und Entwicklungsministerin ins Kabinett von Premierminister Paul Kaba Thieba berufen. In der Folge nahm sie auf internationaler Ebene Ämter beim Internationalen Währungsfonds sowie der Weltbank wahr. Nach dem Rücktritt Thiebas schied sie im Januar 2019 aus dem Amt und war in der Regierung von Christophe Dabiré nicht vertreten. Dessen Nachfolger Lassina Zerbo besetzte mit ihr im Dezember 2021 die Spitze des Außenministeriums. Am 24. Januar 2022 übernahm im Zuge eines Staatsstreichs in Burkina Faso das Militär die Macht im Land, daraufhin wurde sie mitabgesetzt und später übernahm Olivia Rouamba im Rahmen einer Übergangsregierung das Amt.